# Мезание
Меза̀ние (на италиански: Mesagne, на местен диалект Misciàgni, Мишани) е град и община в Южна Италия, провинция Бриндизи, регион Пулия. Разположен е на 72 m надморска височина. Населението на общината е 27 624 души (към 2012 г.).